# Les Mots (песня)
«Les Mots» («Слова») — песня записанная в дуэте французской певицей Милен Фармер c английским певцом Силом. Это был первый сингл из её сборника лучших композиций  Les Mots, он был выпущен 13 ноября 2002 года. Это был третий дуэт Фармер, после работы с Жаном-Луи Мура в 1991 году и Халедом в 1997 году, а также её первым международным дуэтом. Кроме того, «Les Mots» является двуязычной песней, содержащей стихи на французском языке (в исполнении Милен Фармер) и английском языке (в исполнении Сила). По объёму продаж, «Les Mots» является четвёртым по величине успехом Фармер во Франции, после «Désenchantée», «Pourvu qu'elles soient Douces» и «Sans contrefaçon».

## Выпуск
В октябре 2001 года, выпуск второго сингла с live-альбома Mylenium Tour, «Regrets», был отменен из-за продаж предыдущего live-сингла «Dessine-moi un mouton» ставший разочаровывающими (впрочем, видео «Regrets» демонстрировалось в эфире в течение одной недели на M6). Но с лета, различные слухи ходили в интернете о следующем сингле Фармер. Одни говорили, что она будет записывать песню в дуэте с международной звездой, может быть, Боно (певец U2) или сэр Элтон Джон, так как они близкие друзья певца. В конечном итоге Сил был выбран петь с Фармер, и 10 октября рекламный сингл был отправлен на радиостанции. В то время, общественность обнаружила название песни: «Les Mots». В интервью, Сил объяснил, что Фармер предложила записать сингл в дуэте с ним. Он чувствовал себя польщенным, но так как он ничего не знал о Фармер, то поэтому он смотрел DVD с её клипами и слушали её альбомы, чтобы увидеть, хорошо ли будут звучать вместе их голоса. Фотографии обложки и записи были сделаны в Лос-Анджелесе, в то время как Фармер посещала город. Тем не менее, Сил сказал в другом интервью, что он не хотел, чтобы были записаны другие дуэты такого же рода, поскольку, по его словам, его поклонники не оценили «Les Mots» и назвали это сотрудничество «трюком». Три новых снимка, были сделаны Изабель Снайдер, показывающие полуголую Фармер в объятиях Сила, которые были использованы в качестве обложки для сингла. Единственный официальный ремикс доступный в средствах массовой информации, 'strings’s for soul mix', который был сделан Лораном Бутонна. После успеха песни, был запущен CD-макси в Европе примерно через год после выхода сингла, который содержится в качестве третьей дорожки сингл версии предыдущего сингла Фармер, «L'Histoire d'une fée, c'est...».

## Текст и музыка
В этой меланхоличной песне довольно простой текст. Журналист Бенуа Кашен сказал: «в этой песне, Фармер отдает дань словам, которые позволили ей написать свои песни, которые также используются, чтобы выразить свою любовь». О песне, Французский Журнал Instant-MAG сделал следующий анализ: "На воздушную мелодию и акцентирующий внимание Бутонна, два голоса, парадоксально, но дополняют друг друга, которые говорят нам о трудности в общении и огромной силе слова. Где красивый голос Фармер звучит до паузы, что Сил подхватывает тихой и чувственной силой ". Одна из строк «Les Mots» («And to lives that stoop to notice mine», спетая Силом) является отсылкой к строчке песни Фармер «Nous souviendrons-nous» («Aux vies qui s’abaissent à voir la mienne»), которая находится на её третьем студийном альбоме L'Autre .... Работы Эмили Дикинсон также были источником вдохновения для песни. На самом деле, фраза «I will tell you how the sun rose», спетая Силом, это название её стихотворения под номером 318.

## Видеоклип

### Производство
Клип был снят Лораном Бутонна 8 и 9 октября, партнером по написанию песен Милен Фармер, он ознаменовал своё возвращение как режиссёр для Фармер, так как, последние видео на песню «Beyond My Control», было снято в 1992 году. Сценарий был написан Лораном Бутонна и Милен Фармер, и был издан Requiem Publishing и Stuffed Monkey production. Снятый в течение двух дней, производство клипа составило около 100.000 евро и это был первый раз, когда Бутонна использовал специальные эффекты в видео Милен Фармер. Бывшие товарищи по команде не пожелали участвовать в производстве видео, в то время это было желанием самого Бутонна.

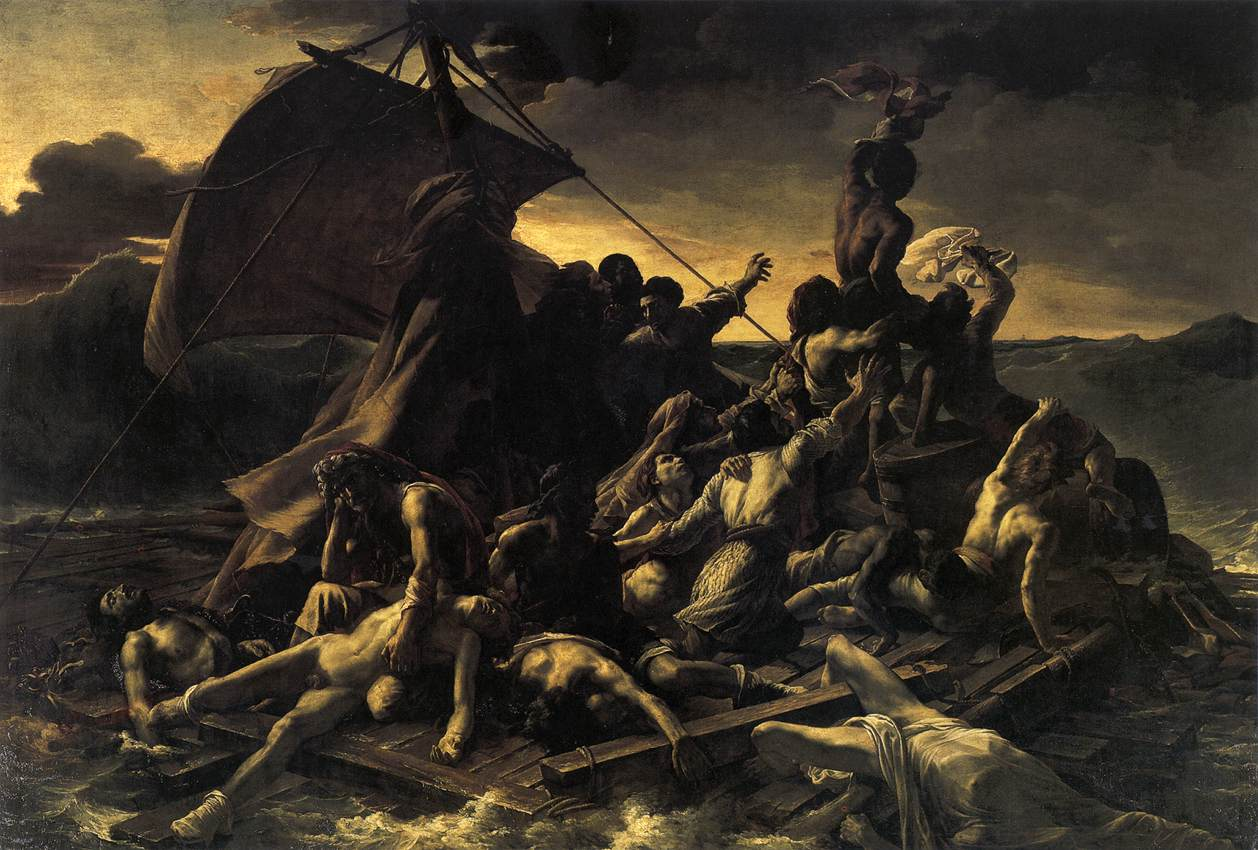
Видео на песню «Les Mots» черпает вдохновение из картины Плот Медузы художника Теодора Жерико.

Певцов на видео снимали по отдельности. По некоторым данным, из-за террористических нападений 11 сентября 2001, Сил отказался лететь на самолёте во Францию. Тем не менее, Сил рассказал французскому журналу истинную причину о том, что их расписание съёмок не совпадало. Таким образом, фрагменты видео на которых они появляются, были сняты по отдельности, Сил снимался в Лос-Анджелесе, в то время как Фармер записывала свои сцены в Arpajon Studios, в Париже. Поэтому, когда мы видим на видео человека на плоту вместе с Фармер, на самом деле это дублёр. Сил заявил, что Фармер пострадала от очень холодной воды, используемой во время съемки видео. Море было воссоздано в студии, в большом плавательном бассейне, с использованием машин для волн, дождя и молний. Почти пятьдесят техников приняли участие для съёмки клипа. Видеоклип был впервые показан на M6 7 ноября 2001 года. Существовали две версии этого видео: одна для телевидения, другая для коллекционного DVD Les Mots.
Видео показывает двух певцов в центре океана. Фармер, одета в короткое чёрное платье, и Сила, раздетого до пояса, который стоит на деревянном плоту с небольшым парусом и начинает грести. В то время как Фармер лежит на плоту, буря начинает прибывать: поднимается ветер, дождь и молнии освещают небо. Сил, стоя на плоту, теряет равновесие и падает в воду. Фармер пытается спасти его протягивая ему руку, но безуспешно. В ночном небе падает звезда, теперь в одиночестве на плоту, Фармер зажигает спичку и быстро тушит её.

### Вдохновение и анализ
Видео содержит отсылки на произведение Шекспира Отелло, но, в основном, на картину Плот Медузы, 1918 г. Теодора Жерико. Действительно, «Основные цвета видео аналогичны тем, что на картине: оттенки жёлтого, закат, темное небо, предупреждающее о грядущих несчастьях. Тела двух певцов сняты с реализмом и точностью (подробности частей тела, акцент на зернистость кожи) и может относиться к тем же приёмам в живописи, и наконец копия плота с парусом».
Согласно мнению журнала  Instant-Mag: « видео „Les Mots“- без реального сценария, а скорее, делает акцент на эстетику цветов и чувственность тела, которые могут быть оценены как: во-первых, метафорически (…), относящиеся к потоку жизни, её потрясения, это отчаяние, это выбор влюбленных (…) в „одной лодке“, они „строка“. Когда Сил упал в воду, Милен Фармер не помогает или не может ему помочь, все это свободные интерпретации. Конец видео может также символизировать горе потери и её амбивалентности. Огонь Фармер горит, а затем утихнет, „огонь“ собственной судьбы и эмоций». Журналист Каролин Би считает видео предложением о «мире мечты, с океаном в качестве метафоры для жизни: беспорядки и полноту, опасности и спокойствия».

## Отзывы критиков
«Les Mots», как правило очень тепло был принят публикой, но прохладно оценён поклонниками Милен Фармер из-за отсутствия инноваций. Например, биограф Bernard Violet говорит, что «Les Mots», кажется, типичной балладой Фармер, с темным романтизмом. По словам автора Эрвана Жюбера, песня «не блещет своей оригинальностью» и напоминает «Rêver» или «Il n’y a pas d’ailleurs», но «к счастью, объединение с голосом эстрадного певца Сила» сработало чудесно «. Также песня была номинирована как лучший дуэт в 2002 году на  NRJ Music Awards, но премия была присуждена Garou и Селин Дион за песню „Sous Le Vent“. Однако, Фармер получила в третий раз премию „Франкоязычная женская артистка года“.

## Живое выступление и кавер-версии
Было только одно телевизионное выступление: в течение 2002 года на NRJ Music Awards, транслируемое на TF1 19 ноября 2001 года. „Les Mots“ также исполнялась каждый вечер во время серии концертов Фармер в 2006 году, но барабанщик Abe Laboriel, Jr. заменял Сила, чтобы спеть на английском языке. Певцы были одеты в чёрное, они исполняли песню рядом друг с другом, а на заднем плане сцены, они были показаны в свете дождя на гигантском экране. Первоначально, Сил должен был присутствовать на тринадцати концертах и петь вместе с Фармер, но он попросил слишком большой гонорар и поэтому был заменён.
В 2003 году песня была перепета швецкими певцами Christer Björkman и Shirley Clamp на свём CD-макси. Их версия похожа на оригинал.

## Форматы и треклисты
Здесь представлены форматы и треклисты сингла „Les Mots“:
- CD single, 7» maxi

| №  | Название                            | Длительность |
| -- | ----------------------------------- | ------------ |
| 1. | «Les Mots» (single version)         | 4:47         |
| 2. | «Les Mots» (strings for soul's mix) | 4:44         |

- CD maxi — Европа, Израиль, Канада

| №  | Название                            | Длительность |
| -- | ----------------------------------- | ------------ |
| 1. | «Les Mots» (single version)         | 4:47         |
| 2. | «Les Mots» (strings for soul's mix) | 4:44         |
| 3. | «L'Histoire d'une fée, c'est...»    | 5:00         |

- Цифровая дистрибуция

| №  | Название                       | Длительность |
| -- | ------------------------------ | ------------ |
| 1. | «Les Mots» (album version)     | 4:44         |
| 2. | «Les Mots» (2006 live version) | 5:06         |

- CD single — Promo / CD single — Promo — Luxurious edition

| №  | Название                    | Длительность |
| -- | --------------------------- | ------------ |
| 1. | «Les Mots» (single version) | 4:35         |

- VHS — Promo

| №  | Название           | Длительность |
| -- | ------------------ | ------------ |
| 1. | «Les Mots» (video) | 4:45         |

## Даты релизов
| Дата            | Лейбл   | Регион                  | Формат            | Каталог   |
| --------------- | ------- | ----------------------- | ----------------- | --------- |
| 10 октября 2001 | Polydor | Франция, Бельгия        | CD single — Promo | 9826      |
| 10 октября 2001 | Polydor | Франция, Бельгия        | VHS — Promo       | —         |
| 13 ноября 2001  | Polydor | Франция, Бельгия        | CD single         | 570 486-2 |
| 20 ноября 2001  | Polydor | Франция, Бельгия        | 7" maxi           | 570 486-1 |
| 2002            | Polydor | Европа, Канада, Израиль | CD maxi           | 570 702-2 |

## Официальные версии
| Версия                             | Длительность | Альбом                       | Ремикс        | Год  | Комментарий                                                                          |
| ---------------------------------- | ------------ | ---------------------------- | ------------- | ---- | ------------------------------------------------------------------------------------ |
| Альбомная версия                   | 4:45         | Les Mots                     | —             | 2001 | См. в предыдущих разделах                                                            |
| Сингл версия                       | 4:47         | —                            | —             | 2001 | См. в предыдущих разделах                                                            |
| Промоверсия                        | 4:40         | —                            | —             | 2001 | Шум в конце удалён.                                                                  |
| Strings for soul’s mix             | 4:44         | —                            | Лоран Бутонна | 2001 | В этой версии поётся акапелла, играет только музыка со скрипкой. Шум в конце удалён. |
| Видеоклип                          | 4:45         | Music Videos IV              | —             | 2001 |                                                                                      |
| Live-версия (записана в 2006 году) | 5:06         | Avant que l'ombre... à Bercy | —             | 2006 | См. Avant que l'ombre... à Bercy (tour)                                              |

## Создатели
Здесь представлены люди, принявшие участие в создании сингла:
- Милен Фармер — текст
- Лоран Бутонна — музыка
- Requiem Publishing — издание
- Polydor — звукозаписывающая компания
- Изабель Снайдер / aRT miX the agency — фото.
- Генри Нё / Com’N.B — дизайн
- Сделано в Е. С.